# ديلغ
ديلغ (بالإنجليزية: Dêlêg)‏ هي منطقة سكنية تقع في الصين في أزمة التبت والصين.[بحاجة لمصدر] يقدر عدد سكانها بـ ~350 نسمة .